# Ka-40
Ka-40 – rosyjski projekt śmigłowca zwalczania okrętów podwodnych, przygotowywany jako następca Ka-27.

## Historia
Zakłady Kamowa w 1991 r. przystąpiły do prac nad nowym śmigłowcem pokładowym, którego głównym zadaniem miało być zwalczanie okrętów podwodnych. Trzymano się sprawdzonej koncepcji z dwoma przeciwbieżnymi wirnikami, która pozwalała na zmniejszenie zewnętrznych gabarytów maszyny co było szczególnie ważne w przypadku maszyn pokładowych.
W budowie nowej maszyny planowano zastosować budowę modułową, która sprawdziła się w Ka-26. Do jej napędu przewidziano dwa silniki turbinowe GTD TWA-3000 (ros. ГТД ТВА-3000) o mocy startowej 1864 kW. Silnik ten charakteryzował się możliwością rozwinięcia w ciągu 30 sekund maksymalnej mocy 2796 kW. Maszyna miała być dostosowana do operowania w każdych warunkach atmosferycznych oraz w nocy. Jej wyposażenie miał stanowić najnowszy sprzęt elektroniczny, tj. pasywne boje sonarowe RGB-16-1, pracujące w zakresie częstotliwości 2-5 kHz. Na uzbrojenie przewidziano kierowane bomby głębinowe KAB-250PŁ (ros. КАБ-250ПЛ) i kasetowe ładunki głębinowe RBK-100 PŁAB-JUK (ros. РБК-100 ПЛАБ-ЮК). Przewidywano opracowanie wersji cywilnej zdolnej do transportowania ładunku użytecznego ma masie 7 ton. Prace nad projektem zostały zawieszone w 1998 r.